# 武田知大
武田 知大（たけだ ともひろ、本名同じ。1986年9月17日 - ）は日本の俳優、脚本家、演出家、映画監督、作詞家。血液型O型。三重県出身。身長172cm、体重60kg。特技は野球。ブルーエール所属

## 略歴
鈴鹿高等学校時代は、第86回全国高等学校野球選手権大会に出場。野球ではショートを担当していた。
名城大学卒業後、2009年に上京。俳優として舞台や映画などに出演している。
2022年6月28就任から山形県南陽市ラーメン大使に任命。

## 主な出演作品、脚本・演出、作詞作品

### テレビ
- 退魔戦騎トリプルランサー(2017年、千葉テレビ) - ウルブレード役
- 手裏剣戦隊ニンニンジャー（2015年）ヤマビコ役
- 逃げるは恥だが役に立つ（2016年、TBS テレビ）- 宮田役

### 映画
- 2009年 『ヴィサージュ』 賀川貴之監督
- 2010年 『ナナとカオル』  清水厚監督
- 2012年 『かなりあ』 横井健司監督
- 2015 年 東京国際映画祭＆夕張国際映画祭エントリー作品映画『永遠のダイヤモンド主』演　石井大和役
- 2017 年 『新宿スワン 2』田淵役　園子温監督
- 2017 年 『いのちあるかぎり』主演 木田俊之役 渡辺豊監督
- 2017 年 『ありがとうの詩』主演 新垣涼介役　渡辺豊監督
- 2023 年 『ぬくもりの内側 厚生労働省推薦、イオンエンターテイメント』　田中壱征監督 - 井上裕太役
- 2024年3月『気づかなくてごめんね』脚本・監督YouTubeで配信
- 2024年『CONNECT 覇者への道1・2・3』 - 横山茂（横山兄弟）

### ラジオ
- 2010年『くじら』 日本放送開局50周年記念ドラマ
- 2011年『イケメンDX』 携帯配信コンテンツ
- 2022年10月23日 直人and藤吉の『こんなオレたちでよかったら』SKYWAVE FM
- 2024年4月1日『コマラジマンデーナイトスペシャル』コマラジFM KOMAE RADIO STATION
- 2024年8月5日『コマラジマンデーナイトスペシャル』コマラジFM KOMAE RADIO STATION

### 舞台

#### 2009年
- 6月『きら星の磁力』青木亮太役
- 10月『BLACK COMEDY』竹田竹彦役
- 12月『Knock.Out.Brother-X-』伏見カケル役

#### 2010年
- 3月『将門』ニッポン放送主催ビジュアル音楽朗読劇　平将平役
- 6月『ちはやぶる神の国 〜異聞・本能寺の変』織田信忠役
- 7月『デビルマン』〈準主演〉柴崎ヤマト役
- 8月『信長』前田利家役
- 9月『cofe&cigarette』〈主演〉イギー・ポップ役
- 11月『真妖鬼大決闘』天狗の陣役
- 12月『蒼穹のファフナー　〜FACT AND RECOLLECTION〜』〈主演〉真壁一騎役

#### 2011年
- 5月『BANK BANG LESSON』タケシ役
- 7月〜10月『MOTHER』大石清役
- 12月『オサエロ』〈主演〉中原正人役、〈準主演〉浅井勝彦役

#### 2012年
- 2月『爾汝の社　〜万来〜』 目白役
- 4月 第38回ギャラクシー賞奨励賞受賞作品　飛行機雲2012『流れる雲よ 〜未来より愛を込めて〜』 〈主演〉坂本光太郎役
- 6月 第66回文化庁芸術祭参加作品『呑DONSYOU象・アンコール』 〈主演〉高杉晋作役

#### 2013年
- 1月『かぶとむし』主演
- 12月『げき☆えん』主演

#### 2014年
- 3月『呑象』主演
- 7月『石川五右衛門』準主演
- 9月『才能がない』主演
- 11月『キリンの夢』主演
- 12月『忠臣蔵』準主演

#### 2015年
- 2月 u-you,company 14th STAGE『UTSUKE』三部作
- 3月『DONZOKO』準主演
- 6月『霞晴れたら』主演
- 9月『東京の王様』主演
- 12月『げきえん2』主演

#### 2017年
- 1月『KEIJI』主演
- 5月『コロッケ特別公演』
- 8月『流れる雲よ』主演
- 9月『夏草～夜明けを待ちながら～』主演

- 12月『新訳 真田十勇士』主演

#### 2018年
- 2月『伊賀の花嫁その二』
- 3月『春秋会男組Vol.5』　一部：芝居「桜爛漫美男仇討」
- 4月『MARKER LIGHT-BLUE Blessed』
- 8月『朗読劇　青空』
- 8月〜9月『朗読劇　学園デスパネル』
- 9月『坊‘S WAR頭』ゲスト出演
- 9月『あの頃の僕達』主演

#### 2023年
- 11月〜12月『闇に消された野兎は、海を飛び越え地で謳う』[3]

#### 2024年
- 1月『帰ってこい! 伊賀の花嫁 その六』そうだ! We're Alive編[4]
- 4月〜5月『ワインガールズ』[5]
- 7月31日～8月4日『今、一秒の記憶をください』脚本・演出
- 10月30日〜11月5日『里のバッキャロー!!』〜ある男の千葉の鴨川で生き切った物語〜[6]

#### 2025年
- 2月9日 朗読劇『あたっくNO.1』主演 勝杜役

- 2025年4月23日(水)〜2025年4月29日 (火・祝)AskプロデュースVol. 3

＜バッキャロシリーズ第11弾（後編）＞
「峠のバッキャロー！！」～ある男が千葉の鴨川で背中を押された物語〜
- 2025年6月13日(金)「NEVER SAY NEVER」

渡辺智子、初のプロデュース興行総合演出として
- 2025年7月30日(水)から8月3日(日)｢記憶の欠片達｣ 脚本・演出
- 作詞      舞台「記憶の欠片達」の主題歌「花火」と、お祭りダンスナンバー「空へ、ハレバレ！」の2曲を作詞。高柳遥香役(上西恵)さんへ提供。